# Protodendron verseveldti
Protodendron verseveldti är en korallart som beskrevs av Bayer 1995. Protodendron verseveldti ingår i släktet Protodendron och familjen läderkoraller. Inga underarter finns listade i Catalogue of Life.